# 深き淵より (ジェフスキー)
『深き淵よりDe Profundis』は、フレデリック・ジェフスキー作曲の
ピアノ作品。1992年作曲。献呈はピアニストのアンソニー・デ・メア。
ピアニストはオスカー・ワイルドがアルフレッド・ダグラス卿に宛てた手紙からの抜粋・改作で構成されたテクストを朗読する。

## 演奏時間
約30分

## 録音
- Frederic Rzewski (1938) De Profundis, hat ART CD6134
- Rzewski plays Rzewski, Piano Workds, 1975-1999
- WIMA: Werner Icking Music Archive

http://icking-music-archive.org/ByComposer/Rzewski.php